# 松原市の小学校一覧
松原市の小学校一覧（まつばらしのしょうがっこういちらん）では、日本の大阪府松原市に所在する小学校を列挙し解説する。

## 歴史
1955年、中河内郡松原町・天美町・布忍村・恵我村・三宅村が合併し松原市が誕生した。市政開始時は市内に5校しかなかった小学校も増加を続け、2019年現在、松原市内には市立小学校が15校存在する。また、2019年度における小学校の児童数は5,509名であるが、松原市によれば2034年には児童数が4,059人にまで減少すると推測されており、1学年1学級の小学校の増加が懸念されている。

### 給食制度
松原市の小中学校には学校給食制度がある。1971年に布忍小学校単独で給食制度が始まり、翌1972年に布忍小学校を除く市内11校の給食を調理する大堀学校給食センターが設置され、市内の全小学校で学校給食が始まった。その後、松原東小などの新設校設置に伴って、1979年に天美南学校給食センターが設置され、新設4校の給食の調理を担うことになった。1989年には布忍小学校の調理室が廃止され、市の給食制度はセンター方式に統一されることとなった。2012年、大堀と天美南の給食センターを統合し、松原市立学校給食センターが設置されると、市内15校の給食を一括で調理することとなった。

## 一覧
小学校が設置された順に列挙する。

### 松原市立布忍小学校
松原市立布忍小学校（まつばらしりつ ぬのせしょうがっこう）は、松原市南新町地区にある小学校。1873年6月6日に丹北郡向井村の廃寺永興寺に設置された下等小学の第32番小学の流れを汲んでいる。2017年5月1日時点の児童数は382名で、中央小学校とともに松原第三中学校の校区を形成している。1971年から1989年まで市内唯一の学校給食調理室が存在した。2015年には、松原第三中学校の校区としてインターナショナルセーフスクールへの取り組みを始め、2018年1月に大阪府では初となる認証を取得した。現在は1学年2学級であるが、松原市の人口動態予測に基づく推測では1学年1学級になるとされている。
通学区域
河合4丁目302番地、河合5丁目・6丁目、南新町地区全域、北新町地区（3丁目16番8号から16号、3丁目17番1号から40号、4丁目を除く。）

### 松原市立三宅小学校
松原市立三宅小学校（まつばらしりつ みやけしょうがっこう）は、松原市三宅中地区にある小学校。1874年1月10日に設立された河州丹北部第1大区第33番小学校を起源に持つ。1875年に丹北部三宅村小学校、1925年に中河内郡三宅尋常高等小学校と改称。
1934年9月21日には室戸台風の暴風雨により木造校舎が倒壊。
1941年に中河内郡三宅国民学校となり、1955年の松原市成立とともに現在の名称となっている。2022年5月1日時点の児童数は288名で、松原北小学校と恵我小学校の校区の一部とともに松原第四中学校の校区を形成している。
2008年にユネスコスクールに加盟し、2020年にインターナショナルスクールの認証を受けた。松原市の人口動態予測に基づく推測で、将来的に1学年1学級になる可能性があるとされた5校のうちの1つである。
通学区域
三宅東地区全域、三宅中地区全域

### 松原市立恵我小学校
松原市立恵我小学校（まつばらしりつ えが しょうがっこう）は、松原市大堀にある小学校。2022年5月1日時点の児童数は417名。
別所（２丁目を除く。）が松原第四中学校の校区に含まれ、残りの地域は松原第七中学校の校区に含まれており、小学校卒業後の進学先中学校が複数に分かれるのは、松原市では恵我小学校のみである。
1874年10月25日に大堀小学校として創立し、1889年の恵我村設置とともに恵我尋常小学校に改称された。1908年に現在地に移転すると、大幅な改築を行い、大堀・若林・別所・小川・一津屋の5地区の児童を収容できるようになった。1923年には高等科を設置し、中河内郡恵我尋常高等小学校となった。1941年の国民学校令で中河内郡恵我国民学校となり、戦後の学制改革で1947年に初等科は恵我村立小学校、高等科が恵我村立中学校となった。1955年に恵我村が周辺町村との合併で松原市となったのを機に、現在の名称となった。1978年に恵我南小学校が分離独立。翌年には大阪市立川辺小学校の開校に伴い、校区に含まれていた平野区長吉川辺4丁目が川辺小学校区へ分離した。2020年にインターナショナルスクールの認証を受けた。

通学区域
大堀地区全域、別所地区全域、一津屋4丁目から6丁目、小川地区全域、若林1丁目・2丁目

### 松原市立松原北小学校
松原市立松原北小学校（まつばらしりつ まつばらきたしょうがっこう）は、松原市阿保にある小学校。略称は松北小。2022年5月1日時点の児童数は435名で、市内で最も児童数が多い。三宅小学校や恵我小学校の一部とともに松原第四中学校の校区を形成している。
1956年4月に松原小学校から分離独立する形で開設され、2020年にはインターナショナルスクールの認証を受けている。
通学区域
上田1丁目・2丁目、阿保地区全域、松ヶ丘2丁目・3丁目

### 松原市立松原南小学校
松原市立松原南小学校（まつばらしりつ まつばらみなみしょうがっこう）は、松原市岡地区にある小学校。略称は松南小。1962年4月1日に松原小学校から分離する形で開設された。開校当初の5・6年生は分教場という形で松原小学校の南校舎を使用していたが、翌年に一部教室の工事が終わると、分教場は廃止されて全校生徒が同じ場所で学ぶことができるようになり、6月5日に開校式が行われている。1976年には松原東小学校が分離独立した。1990年に空き教室を利用したランチルーム（総合学習室）が松原市で初めて設置された。
2022年5月1日時点の児童数は389名で、松原東小学校とともに松原第六中学校の校区を形成している。
通学区域
丹南地区全域、岡1丁目から6丁目

### 松原市立天美南小学校
松原市立天美南小学校（まつばらしりつ あまみみなみしょうがっこう）は、松原市天美南地区にある小学校。略称は天南小。1969年4月1日に天美小学校から分離して開校した。2022年5月1日時点の児童数は431名で、天美北小学校とともに松原第二中学校の校区を形成している。
通学区域
田井城6丁目、東新町1丁目、天美東1丁目、天美東7丁目、天美南1丁目から3丁目、三宅西1丁目から4丁目
主な出身者
- Dream Aya（平成11年度卒業） - 音楽グループDream、E-girlsの元メンバー[16][17]。

### 松原市立天美西小学校
松原市立天美西小学校（まつばらしりつ あまみにししょうがっこう）は、松原市天美西地区にある小学校。略称は天西小。1971年に天美西青少年広場に天美小学校西分教場が設置された。創設当時はプレハブの建物に2学年7学級が収容されていたが、同年9月に天美小学校西分校として正式に発足し、生徒は鉄筋コンクリート製の建物に移った。翌年4月に天美西小学校が開校し、1973年には北校舎が竣工した。1982年には集中豪雨により校庭が浸水する被害に見舞われた。1986年に2008年に「学力向上推進校支援事業」推進校、2009年に「市町村支援プロジェクト事業」実施校に指定された。
2022年5月1日時点の児童数は371名で、天美小学校とともに松原第五中学校の校区を形成している。
通学区域
天美我堂1丁目から7丁目（5丁目を除く。）、天美西2丁目から8丁目

### 松原市立松原西小学校
松原市立松原西小学校（まつばらしりつ まつばらにししょうがっこう）は、松原市新堂地区にある小学校。略称は松西小。1972年4月1日に松原小学校から分離開設された。
2022年5月1日時点の児童数は139名で、市内で最も児童数が少ない。そのため、現在1学年1学級となっており、松原市の人口動態予測に基づく推測でも改善の見通しは立っていない。松原小学校・河合小学校とともに松原中学校の校区を形成している。
通学区域
岡7丁目、新堂5丁目、高見の里3丁目から6丁目
主な出身者
- 西矢椛（令和元年度卒業） - 東京オリンピックスケートボード・女子ストリート金メダリストで、日本人最年少金メダリスト[19][20]。

### 松原市立中央小学校
松原市立中央小学校（まつばらしりつ ちゅうおうしょうがっこう）は、松原市田井城にある小学校。1972年4月1日に天美西小学校・松原西小学校とともに設置された。同校の教育目標は「豊かな人権感覚を持ち、地域に根ざし、人権尊重の社会づくりのために主体的に行動する子ども」である。2013年ごろは550人近い児童が在籍していたが、児童数は減少傾向にあり、2022年5月1日時点の児童数は413名である。布忍小学校とともに松原第三中学校の校区を形成している。市の中央部にある立地上、学校周辺には松原市役所や松原中央公園、松原市民図書館といった公共施設が点在している。
1990年に空き教室を利用してランチルーム（総合学習室）が松原市で初めて設置された。2018年に第三中学校区として大阪府初のターナショナルセーフスクールの認証を取得した。

通学区域
田井城1丁目から5丁目、高見の里1丁目・2丁目、東新町2丁目・3丁目、東新町4丁目1番1号から3番35号、東新町4丁目6番1号から11番26号

### 松原市立天美北小学校
松原市立天美北小学校（まつばらしりつ あまみきたしょうがっこう）は、松原市天美東地区にある小学校。略称は天北小。1976年4月1日に松原東小学校とともに開校した。2022年5月1日時点の児童数は290名で、天美南小学校とともに松原第二中学校の校区を形成している。松原市の人口動態予測に基づく推測で、将来的に1学年1学級になる可能性があるとされた5校のうちの1つである。
2009年度に河合小学校とともに、松原市の小学校では初めて運動場が芝生化された。
通学区域
天美東2丁目から6丁目、天美北1丁目から6丁目、三宅西5丁目から7丁目

### 松原市立河合小学校
松原市立河合小学校（まつばらしりつ かわいしょうがっこう）は、松原市河合地区にある小学校。1977年4月1日に松原西小学校と中央小学校の2校から分離する形で開校した。2022年5月1日時点の児童数は195名で、市内で2番目に児童数が少なく、2017年度以降1学年1学級になりつつあり、将来的に全学年で1学級になる可能性が指摘されている。松原小学校・松原西小学校とともに松原中学校の校区を形成している。
2009年度に天美北小学校とともに、松原市の小学校では初めて運動場が芝生化された。
通学区域
河合1丁目から4丁目（4丁目302番地を除く。）、東新町4丁目4番1号から5番30号、東新町4丁目12番1号から17番36号、東新町5丁目

### 松原市立恵我南小学校
松原市立恵我南小学校（まつばらしりつ えがみなみしょうがっこう）は、松原市の東部の旧恵我村地区にある小学校。1978年4月1日に恵我小学校から分離独立する形で創立し、松原市では最後に設置された小学校である。開校した1978年度は4学年502名が在籍していたが、2022年5月1日時点の児童数は284名と、市内で3番目に児童数が少ない。恵我小学校の一部とともに校区全域が松原第七中学校の校区に含まれている。
1991年に文部省中国帰国子女教育研究協力校に指定され、2003年に文部科学省の「帰国・外国人児童生徒と共に進める教育の国際化推進地域事業」センター校に指定された。2009年にユネスコスクールに加盟し、2020年にインターナショナルスクールの認証を受けた。

通学区域
松ヶ丘1丁目・4丁目、西野々1丁目・2丁目、一津屋1丁目から3丁目